# قدري أرونا
قدري أرونا هو لاعب تنس طاولة نيجيري ولد في 9 أغسطس 1988.